# Saint Peter Port
Saint Peter Port là thủ phủ của Guernsey và cũng là cảng chính của đảo. Dân số vào năm 2001 là 16.488 người. Trong tiếng Guernésiais và trong tiếng Pháp, ngôn ngữ lịch sử và chính thức của Guernsey, tên của thị trấn và giáo xứ xung quanh là St Pierre Port. Từ "port" phân biệt giáo xứ này với Saint Pierre Du Bois.